# Eukoenenia naxos
Eukoenenia naxos är en spindeldjursart som beskrevs av Bruno Condé 1990. Eukoenenia naxos ingår i släktet Eukoenenia och familjen Eukoeneniidae. Inga underarter finns listade i Catalogue of Life.